# Hypolimnas antiope
Hypolimnas antiope är en fjärilsart som beskrevs av Stoneham 1965. Hypolimnas antiope ingår i släktet Hypolimnas och familjen praktfjärilar. Inga underarter finns listade i Catalogue of Life.